# Ekstraklasa w futsalu (2021/2022)
Ekstraklasa 2021/2022 – 28. edycja najwyższych w hierarchii rozgrywek ligowych polskiego klubowego futsalu. Organizatorem rozgrywek był Futsal Ekstraklasa.
| Rozgrywki                | Poziomy ligowe | Liga        | Sezon                     |
| ------------------------ | -------------- | ----------- | ------------------------- |
| Centralne                | I poziom       | Ekstraklasa | Sezon 2021/2022 (1 grupa) |
| Centralne                | II poziom      | I Liga      | Sezon 2021/2022 (2 grupy) |
| Makroregionalne          | III poziom     | II Liga     | Sezon 2021/2022 (4 grupy) |
| Regionalne (16 Związków) | IV poziom      | III Liga    | Sezon 2021/2022 (? grup)  |

## Drużyny
| Klub                              | Poprzedni sezon | Sezon | Najlepszy wynik                             |
| --------------------------------- | --------------- | ----- | ------------------------------------------- |
| Rekord Bielsko-Biała              | Mistrz          | 24    | Mistrz (2014, 2017, 2018, 2019, 2020, 2021) |
| Constract Lubawa                  | Wicemistrz      | 3     | Wicemistrz (2020, 2021)                     |
| Piast Gliwice                     | III miejsce     | 7     | III miejsce (2021)                          |
| Clearex Chorzów                   | IV miejsce      | 23    | Mistrz (2000, 2001, 2002, 2006, 2007)       |
| KS Futsal Leszno                  | V miejsce       | 3     | V miejsce (2021)                            |
| Red Dragons Pniewy                | VII miejsce     | 8     | IV miejsce (2015)                           |
| FC Toruń                          | VIII miejsce    | 7     | Wicemistrz (2019)                           |
| LSSS Lębork                       | IX miejsce      | 2     | IX miejsce (2021)                           |
| Dreman Futsal Opole- Komprachcice | X miejsce       | 2     | X miejsce (2021)                            |
| MOKS Słoneczny Stok Białystok     | XI miejsce      | 5     | IX miejsce (2018)                           |
| Red Devils Chojnice               | XII miejsce     | 11    | Wicemistrz (2013)                           |
| AZS UW Warszawa                   | XIII miejsce    | 3     | XII miejsce (2008)                          |
| KS Futsal Team Brzeg              | XIV miejsce     | 2     | XIV miejsce (2021)                          |
| Górnik Polkowice                  | awans           | 1     | debiut                                      |
| Legia Warszawa                    | awans           | 1     | debiut                                      |
| AZS UG Gdańsk                     | awans           | 7     | VII miejsce (2014)                          |

## Tabela
| Lp. | Drużyna                           | M  | Z  | R | P  | B+  | B–  | +/– | Pkt | Kwalifikacja lub spadek            |
| --- | --------------------------------- | -- | -- | - | -- | --- | --- | --- | --- | ---------------------------------- |
| 1   | Piast Gliwice (M)                 | 30 | 26 | 0 | 4  | 155 | 68  | +87 | 78  | Liga Mistrzów • Runda eliminacyjna |
| 2   | Rekord Bielsko-Biała              | 30 | 25 | 1 | 4  | 158 | 63  | +95 | 76  |                                    |
| 3   | Constract Lubawa                  | 30 | 21 | 3 | 6  | 147 | 82  | +65 | 66  |                                    |
| 4   | Dreman Futsal Opole- Komprachcice | 30 | 19 | 3 | 8  | 117 | 86  | +31 | 60  |                                    |
| 5   | KS Futsal Leszno                  | 30 | 16 | 4 | 10 | 139 | 92  | +47 | 52  |                                    |
| 6   | FC Toruń                          | 30 | 15 | 6 | 9  | 100 | 99  | +1  | 51  |                                    |
| 7   | Clearex Chorzów                   | 30 | 10 | 8 | 12 | 93  | 103 | −10 | 38  |                                    |
| 8   | Red Dragons Pniewy                | 30 | 11 | 4 | 15 | 94  | 99  | −5  | 37  |                                    |
| 9   | AZS UW Warszawa                   | 30 | 11 | 4 | 15 | 97  | 95  | +2  | 37  |                                    |
| 10  | Red Devils Chojnice               | 30 | 10 | 6 | 14 | 93  | 120 | −27 | 36  |                                    |
| 11  | Legia Warszawa                    | 30 | 10 | 5 | 15 | 84  | 100 | −16 | 35  |                                    |
| 12  | MOKS Słoneczny Stok Białystok     | 30 | 9  | 6 | 15 | 99  | 102 | −3  | 33  |                                    |
| 13  | KS Futsal Team Brzeg              | 30 | 9  | 6 | 15 | 83  | 121 | −38 | 33  | Wycofany                           |
| 14  | LSSS Lębork (S)                   | 30 | 8  | 3 | 19 | 87  | 128 | −41 | 27  | Spadek do I ligi                   |
| 15  | Górnik Polkowice (S)              | 30 | 5  | 1 | 24 | 80  | 176 | −96 | 16  | Spadek do I ligi                   |
| 16  | AZS Uniwersytet Gdański (S)       | 30 | 3  | 4 | 23 | 71  | 163 | −92 | 13  | Spadek do I ligi                   |

1. ↑  KS Futsal Team Brzeg wycofał się po zakończeniu sezonu[3].